# Three X Gordon
Pour plus de détails, voir Fiche technique et Distribution.
Three X Gordon est un film américain réalisé par Ernest C. Warde, sorti en 1918.

## Fiche technique
- Titre : Three X Gordon
- Réalisation : Ernest C. Warde
- Scénario : Kenneth B. Clarke
- Photographie : Charles J. Stumar
- Pays d'origine : États-Unis
- Format : Noir et blanc - 1,33:1 - Film muet
- Genre : comédie dramatique
- Durée : 50 minutes
- Date de sortie : 1918

## Distribution
- J. Warren Kerrigan : Harold Chester Winthrop Gordon
- Lois Wilson : Dorrie Webster
- Charles K. French : Jim Gordon
- Gordon Sackville : Mr Webster
- John Gilbert : Archie
- Jay Belasco : Walter
- Leatrice Joy : la fille du fermier
- Stanhope Wheatcroft (en) : Thomas Jefferson Higgins